# Ratafia (bande dessinée)
Ne doit pas être confondu avec Ratafia.
Ratafia est une série de bande dessinée française humoristique, scénarisée par Nicolas Pothier, dessinée par Frédérik Salsedo et Johan Pilet.

## Synopsis
Le Capitaine Charles a perdu au poker son bateau - la Kouklamou -, son équipage de pirates, et surtout ses 9 précieuses cartes au trésor. Celui qui a remporté le pactole est un mystérieux petit marin qui va réussir à se faire accepter par l’équipage, en leur proposant un marché : il devient le capitaine officiel de la Kouklamou en échange des cartes au trésor ! Car ce nouveau capitaine se fiche éperdument des trésors préférant passer son temps à lire, chanter, sculpter et même peindre le perroquet ! L’équipage, avec à sa tête le bouillant Romuald, accepte le marché et part à la chasse aux trésors...

## Personnages

### Le capitaine et son entourage
- Le capitaine : Jamais nommé dans l'histoire, il gagne la Kouklamou, son équipage et les cartes au trésor en battant Charles à un jeu de cartes. Il offre à l'équipage les neuf cartes au trésor en échange de leur acceptation de son rôle de capitaine, ne partageant aucunement le goût des pirates pour la recherche de richesses et préférant se consacrer à des loisirs plus intellectuels.
- Jeanne : La femme du capitaine, qu'il fait d'abord passer sous le nom de Monique tout en prétendant qu'elle est muette.
- Pastis : Animal de compagnie du capitaine, sans qu'il soit certain s'il s'agit d'un perroquet ou d'une perruche.

### L'équipage de laKouklamou
- Romuald : Second du capitaine (jusqu'à sa rétrogradation au profit de Zombie), souvent agacé par ce dernier qu'il accuse de systématiquement faire échouer les recherches de trésor.
- Chandler : Mousse à bord de la Kouklamou
- Linet : Spécialiste en jeux de mots, souvent accueillis par la réplique plus ou moins bienveillante « Tais-toi, Linet ! »
- Josué : Scientifique de l'équipage
- Rosebud
- Laky
- Zombie : Morte-vivante acceptée au sein de l'équipage en dédommagement des ravages causés par les pirates sur son île

### L'équipage de Charles
- Charles : Ancien capitaine de la Kouklamou et propriétaire des cartes au trésor, il n'a de cesse de poursuivre le capitaine pour récupérer ce qu'il a perdu, en dépit de l'échec de toutes ses tentatives.
- Walter : Loyal second de Charles, bien qu'il peine souvent à comprendre les plans et les intentions de ce dernier.

## Analyse
Le récit comporte un certain nombre d'éléments empruntés à l'imaginaire traditionnel de la piraterie, dont la chasse au trésor sur des îles tropicales plus ou moins perdues, le supplice de la planche, ou la présence d'un perroquet près du capitaine. De nombreuses figures culturelles, plus ou moins connues, sont également mentionnées, soit directement par les personnages (on peut par exemple citer Mozart, le Titien ou encore Enid Blyton), soit par le nom de certains d'entre eux (comme Ray Sugar Robinson ou Cicéroñh), soit par des jeux de mots (par exemple, « Il renaît des cartes ») ; certains propos des personnages faisant quant à eux allusion à des chansons populaires, comme Sunday Bloody Sunday de U2 (après un affrontement contre des pirates irlandais) ou Mrs. Robinson de Simon and Garfunkel. Certaines situations font également écho à la mythologie, à la religion ou à l'histoire : ainsi, l'évacuation de l'île que Charles veut incendier pour en récupérer l'or rappelle l'histoire de l'arche de Noé. Le discours et les activités des personnages empruntent également au monde moderne tout en se transposant dans l'univers du scénario : "payer par carte" revient ainsi à donner une carte au trésor en guise de paiement.
Les situations font appel à l'ensemble des registres et des mécanismes de la comédie, de l'ironie à l'absurde (comme Charles refusant un trésor au simple prétexte que son ennemi n'en a pas voulu) en passant par le ridicule (un exemple étant le comportement de Romuald lorsqu'il s'autoproclame capitaine). Une grande partie du comique du récit provient du discours des personnages, dans lequel on retrouve d'innombrables jeux de mots, souvent basés sur la polysémie, l'homophonie ou la paronymie, ainsi que différentes figures de style liées aux sonorités. Le capitaine, très érudit, est ainsi capable d'énoncer ses propos sous forme d'allitérations, comme par exemple « À l'avenir, sois plus avenant vis-à-vis des voiles en vue. C'est vu ? ». Le comique de répétition trouve également toute sa place dans le comportement des personnages, notamment celui de Walter, qui pose inlassablement la question « Qu'est-ce qu'on fait maintenant ? » (la situation s'inversant lorsque Charles pose lui-même la question, ce à quoi Walter répond « C'est drôle, j'allais justement te poser la question ») ; et qui répète souvent le dernier mot des phrases prononcées par Charles, au point d'agacer ce dernier (« Tu répètes encore une fois la fin de ma phrase et je te tue, compris ? / Compris »).
Derrière la comédie, le récit aborde parfois, de façon restant toutefois légère, des questions plus sérieuses d'ordre philosophique ou moral. Ainsi, le capitaine met son équipage face à la vacuité de leurs ambitions matérialistes, dépeignant comme absurde leur idéal consistant à s'emparer d'un trésor qu'ils dépenseront ensuite en totalité dans des plaisirs éphémères avant de devoir repartir en quête de nouvelles richesses à dilapider de nouveau, cherchant à les orienter (avec fort peu de succès) vers des accomplissements plus intellectuels. La discussion entre Romuald et Chandler quant à l'accueil sur le navire de "dos-fixes" (des marins abandonnés sur une île déserte cherchant à réintégrer un équipage) renvoie quant à elle aux débats sur l'immigration et la capacité d'accueil des migrants : Romuald, résigné et familier du phénomène, dit lui-même que la Kouklamou ne peut accueillir tous ceux qui cherchent un nouveau navire, tandis que Chandler, jeune et idéaliste, trouve cela proprement scandaleux ; le capitaine fait quant à lui figure de position intermédiaire, proposant de fournir des ressources aux dos-fixes à défaut de pouvoir les faire monter sur le bateau (à la manière d'une aide humanitaire). Les évènements du troisième album abordent le thème de l'écologie, mettant en scène le conflit entre Charles, qui va jusqu'à incendier toute une île pour en récupérer l'or présent dans le sol (en réalité de la pyrite, aussi appelée "or des fous"), et les habitants menés par Fafatte, qui veulent protéger l'écosystème de l'île.

## Albums
1. Mon nom est Capitaine (2005,  (ISBN 2-7459-1664-5))
2. Un zèle imbécile (2006,  (ISBN 2-7459-1944-X))
3. L'Impossibilité d'une île (2007,  (ISBN 2-7459-2155-X))
4. Dans des coinstots bizarres (2007,  (ISBN 978-2-7459-2775-0))
5. Le Nénuphar instantané (2008,  (ISBN 978-2-7459-3432-1))
6. Fitzcarraldies (2013,  (ISBN 978-2-7234-9110-5))
7. Un besoin de consolation (2014,  (ISBN 2-7234-9895-6))
8. Les Têtes de Vô (2018,  (ISBN 978-2-344-00571-2))

## Albums Spin-Off
1. Le mal Blanc (2020,  (ISBN 978-2-7493-0866-1))

## Éditeurs
- Milan : tomes 1 à 5
- Glénat : À partir du tome 6 (+ réédition des tomes 1 à 5)
- Vents d'Ouest : À partir du tome 8 (+ réédition des tomes 1 à 7 avec des bonus)